# Colomastix kapiolani
Colomastix kapiolani är en kräftdjursart som beskrevs av J. L. Barnard 1970. Colomastix kapiolani ingår i släktet Colomastix och familjen Colomastigidae. Inga underarter finns listade i Catalogue of Life.